# Коле деле Букаке (Пескара)
Коле деле Букаке (итал. Colle delle Bucache) је насеље у Италији у округу Пескара, региону Абруцо.
Према процени из 2011. у насељу је живело 32 становника. Насеље се налази на надморској висини од 178 м.